# 541. pehotni polk (Wehrmacht)
Za druge 541. polke glejte 541. polk.
541. pehotni polk (izvirno nemško Infanterie-Regiment 541) je bil eden izmed pehotnih polkov v sestavi redne nemške kopenske vojske med drugo svetovno vojno.

## Zgodovina
Polk je bil ustanovljen 22. maja 1940 kot polk 10. vala iz nadomestnih čet WK I ter dodeljen 272. pehotni diviziji.
20. junija 1940 je bil polk razpuščen zaradi hitrega zaključka francoske kampanje.
Polk je bil ponovno ustanovljen 27. januarja 1942 kot Rheingold polk WK V na vadbišču Döllersheim in dodeljen 387. pehotni diviziji.
15. oktobra istega leta je bil polk preimenovan v 541. grenadirski polk.